# Burkhard von Hornhausen
Burkhard von Hornhausen (... – Durbe, 13 luglio 1260) fu Gran Maestro dell’Ordine di Livonia dal 1257 al 1260 e membro dell'Ordine Teutonico. Guidò la costruzione del Palazzo Reale di Königsberg.

## Biografia
Burkhard von Hornhausen compare in fonti scritte per la prima volta in un evento accaduto in Prussia intorno al 1252. Nel 1254, divenne comandante di Sambia, primo comandante del castello di Königsberg (1255-1256) e dal 18 gennaio 1255 al 1257 “vice” Landmeister Prussia. Nel 1257, Burkhard divenne Gran Maestro dell'Ordine di Livonia. Nel 1255, lui e le sue truppe si unirono al re ceco Ottocaro II di Boemia e parteciparono alle campagne invernali del 1254 e del 1255.

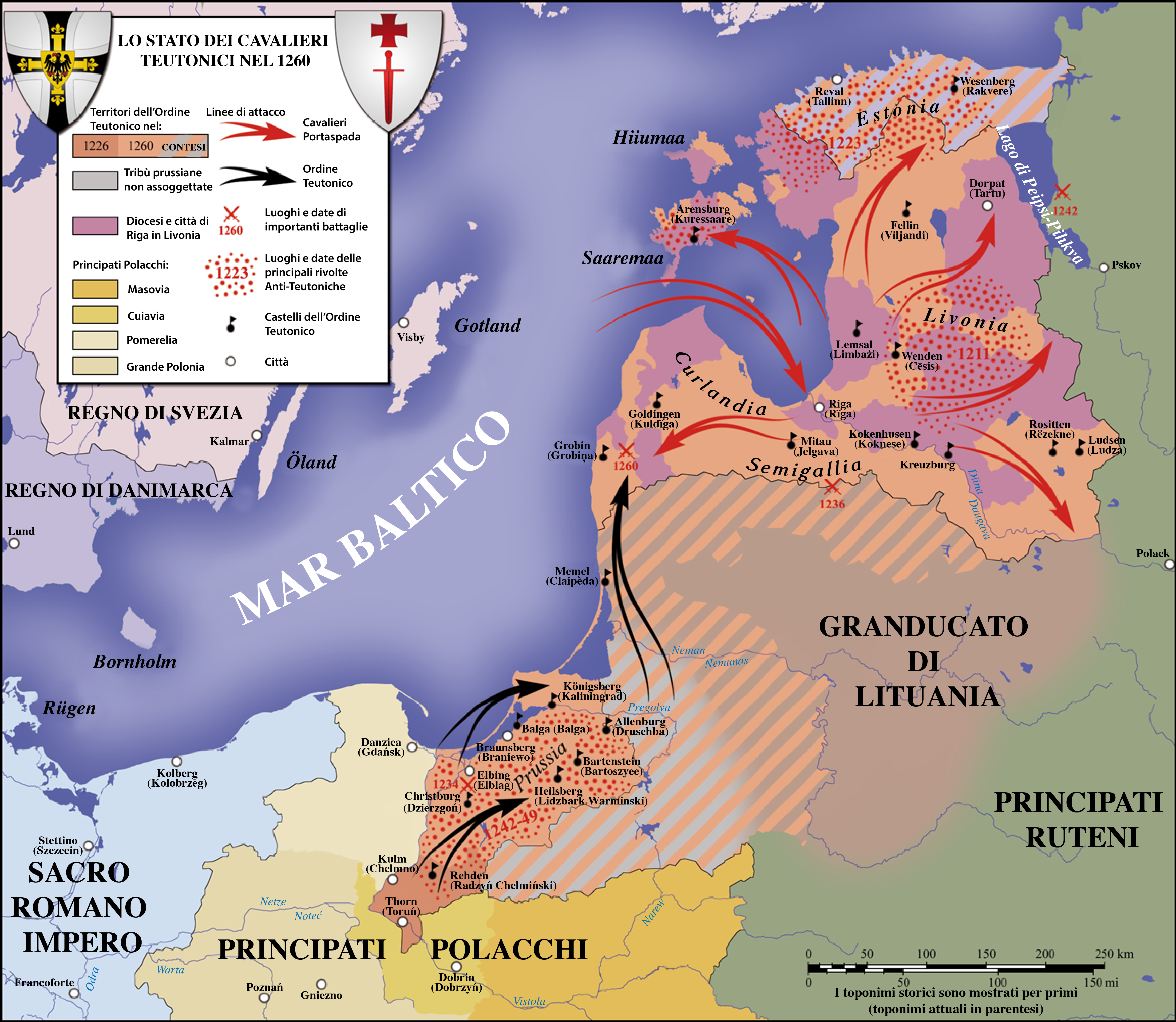
Le attività belliche intraprese dai cavalieri teutonici nel XIII secolo

Durante la campagna poi avviata anche dal 1256 al 1257, fece costruire numerosi castelli su dove si poggiavano alcune fortezze dei prussiani: Allenburg (attuale Družba), Groß Wonsdorf (attuale Kurortnoje) e Georgenburg (attuale Jurbarkas), oltre a far ricostruire il castello di Wehlau (attuale Znamensk). In virtù del suo ruolo, riuscì ad accaparrarsi vasti possedimenti. 
Durante la sua amministrazione, ebbe luogo la battaglia di Skuodas (1258 o 1259), terminata con una decisiva vittoria da parte dei samogiti. Il 13 luglio 1260, nel corso di un'ulteriore battaglia dei crociati contro le popolazioni locali, Burkhard von Hornhausen perse la vita assieme a circa 150 cavalieri. L'Ordine Teutonico subì una cocente sconfitta nell'ambito della crociata lituana, sebbene non paragonabile agli effetti dirompenti che ricaddero sui cavalieri portaspada usciti sconfitti dalla battaglia di Šiauliai.
Non è pacifico se Werner von Breithausen ne fu il diretto successore oppure se vi fu un periodo di qualche mese del 1261 in cui il ruolo di Landmaster fu ricoperto da Georg von Eichstätt.